# Зызанская, Сильвия
Сильвия Зызанская (пол. Sylwia Zyzańska; род. 27 июля 1997, Живец) — польская лучница, выступающая в соревнованиях в стрельбе из олимпийского лука. Участница Олимпийских игр 2020 года.

## Биография
Сильвия Зызанская родилась 27 июля 1997 года.
Она получила степень бакалавра по физическому воспитанию в Университете физической культуры в Кракове, а затем поступила на магистерскую программу и стала изучать спортивный менеджмент и туризм в Ягеллонском университете.

## Карьера
По словам Зызанской, её учитель физкультуры проводил внеурочные занятия по стрельбе из лука, и она решила их посетить. После двух лет занятий она вступила в клуб LKS Lucznik Zywiec.
В 2014 году она выступила на юношеских Олимпийских играх в Нанкине, где заняла пятое место в индивидуальном первенстве.
В 2017 году приняла участие на этапах Кубка мира. В Берлине она участвовала в миксте и дошла до 1/8 финала, там же в индивидуальном первенстве достигла стадии 1/32 финала. В Солт-Лейк-Сити добралась до 1/16 финала в личном турнире. Выступила на чемпионате мира в Мехико. После предварительного раунда, набрав 640 очков, Зызанская занимала 37-е место. В первом раунде она победила исландку Астрид Даксбок со счётом 6:2, но уже в следующем матче уступила китайской лучнице Лань Лу с тем же счётом. Она выступила на молодёжном чемпионате мира в Росарио, где стала четвёртой в составе женской команды, добралась до 1/16 финала в личном первенстве и 1/8 финала в миксте.
В 2018 году Сильвия Зызанская вновь участвовала на этапе Кубка мира в Берлине, где в личном первенстве вновь стала 33-й. На чемпионате Европы в Легнице она добралась до 1/16 финала в индивидуальном первенстве, 1/8 финала в женской команде и 1/16 финала в миксте.
В 2019 году приняла участие на этапе Кубка мира в Анталии, но проиграла в первом раунде. На Европейских играх в Минске польская лучница стала 33-й в личном турнире и 17-й в миксте. В том же году она приняла участие на чемпионате мира в Хертогенбосе. Стала 32-й в рейтинговом раунде с 655 очками, на стадии 1/48 финала победила Мэдэлину Амэйстроаи из Румынии (6:2) и Цико Пхуткарадзе из Грузии (7:1), но затем проиграла будущей финалистке Кан Чхэ Ён из Южной Кореи (0:6). В командном турнире польки уже в первом раунде уступили лучницам из Белоруссии, а в миксте Зызанская и Шафран прошли Индию в первом раунде, но затем проиграли Нидерландам во втором раунде.
В 2021 году приняла участие на чемпионате Европы в Анталии. В командном турнире польские спортсменки не сумели пройти дальше 1/8 финала, а в индивидуальном Зызанская выбыла уже на стадии 1/32 финала. Приняла участие на этапе Кубка мира в Лозанне, но проиграла уже на стадии 1/32 финала. В квалификационном турнире в Париже Зызанская сумела завоевать путёвку на Олимпийские игры.
На Олимпийских играх 2020 года, перенесённые из-за пандемии коронавируса на год, Зызанская стала 42-й в рейтинговом раунде. В первом раунде женского индивидуального первенства польская лучница попала на Лучиллу Боари из Италии. Последняя победила со счётом 6:0, затем став бронзовым призёром.
На чемпионате мира 2021 года в Янктоне, Сильвия Зызанская в составе женской сборной в первом раунде победили Саудовскую Аравию (6:0), но затем проиграли Франции (2:6). В личном турнире Зызанская и другие польки выбыли в первом раунде.